# PENKI
『PENKI』（ペンキ）は、内田真礼の1枚目のオリジナルアルバム。2015年12月2日にポニーキャニオンから発売された。
タイトルは、内田の顔と背景が塗られている様子から、EDMやハウスミュージックなどの「色とりどりの曲を詰め込んだアルバムにしたい」と考え命名された。なお自身の顔や体がペンキで塗られる願望は以前からあったという。なおアルバムの制作は半年かけて行われたこともあってか完成時は卒業アルバムを見ている時の様な心境であったという。

## 音楽性
1曲目「Hello, 1st contact!」は、「ギミー!レボリューション」の流れを汲むワクワク感の詰まった曲。冒頭のフレーズはレコーディング時に作詞・作曲者の田淵智也から言われたアドバイスを内田なりに解釈して歌ったという。
2曲目「ギミー！レボリューション」は、2ndシングル曲であり、テレビアニメ『俺、ツインテールになります。』のオープニングテーマ。
3曲目「からっぽカプセル」は、3rdシングル曲であり、Webアニメ『アニメで分かる心療内科』のエンディングテーマ。
4曲目「クラフト スイート ハート」は、当初内田はかわいく歌うことをイメージしたが、制作時に彼女が内向的で曲のイメージが頭に入らなかったことから、制作時には内田のそうした境遇を反映させたという。
5曲目「Distorted World」は、内田がロックにハマっていた時期に制作された曲で、レコーディングは全曲の中で最初に行われた。
7曲目「創傷イノセンス」は、1stシングル曲であり、テレビアニメ『悪魔のリドル』のオープニングテーマ。
8曲目「Winter has come」は、「女の子の距離感」と雪をイメージしている。
9曲目「わたしのステージ」は、今の自分とファンへの想いをテーマとしている。曲のヒントは内田のポエム癖を知っていたスタッフの提案であるという。
10曲目「高鳴りのソルフェージュ」は、1stシングルカップリング曲。
11曲目「世界が形失くしても」は、声優っぽさを表したパワフルでかっこいい疾走感のある曲。レコーディング当初は歌い方が早口で違和感を感じていたが、曲を聴くうちに「歌を歌う」内容であることに気付いたという。
12曲目「金色の勇気」は、内田自身涙がでるほど感動したハッピーな曲。
13曲目「Hello, future contact!」は、内田曰く「ハッピーでパーティー感のあるキャッチーな曲」。サビ冒頭部は高難度で、歌詞の一部もテンポが速いことを明かしている。

## リリース
2015年12月2日にポニーキャニオンから発売された。
販売形態は、BD付限定盤（PCCG-01492）・CD+DVD盤（PCCG-01493）・通常盤（PCCG-01494）の3種リリースで、BD付限定盤とDVD付限定盤には「Hello, 1st contact!」、「Hello, future contact!」、「ギミー！レボリューション」、「からっぽカプセル」、「創傷イノセンス」、「世界が形失くしても」のミュージック・ビデオなどを収録したBD・DVDとフォトブックが同梱されている。「Hello, 1st contact!」と「Hello, future contact!」のMVは、沢山の花を髪にあしらったアート的な内田が暗闇の中に照らされる電球の中で歌う内容になっている。衣装は3パターン用意され、メイクも2時間の長丁場だったという。
9曲目と10曲目にはデビュー当時の心境を歌詞に込めた「わたしのステージ」と「高鳴りのソルフェージュ」が収録されているため、あたかもその頃の状況に戻れる様な曲順になっている。

## 収録内容
| #         | タイトル                     | 作詞                  | 作曲      | 編曲      | 時間  |
| --------- | ---------------------------- | --------------------- | --------- | --------- | ----- |
| 1.        | 「Hello, 1st contact!」      | 田淵智也              | 田淵智也  | やしきん  | 1:09  |
| 2.        | 「ギミー!レボリューション」  | こだまさおり          | 田淵智也  | やしきん  | 3:55  |
| 3.        | 「からっぽカプセル」         | 渡辺翔                | 渡辺翔    | 黒須克彦  | 4:38  |
| 4.        | 「クラフト スイート ハート」 | 渡辺翔                | 渡辺翔    | 黒須克彦  | 3:27  |
| 5.        | 「Distorted World」          | y0c1e                 | y0c1e     | y0c1e     | 4:15  |
| 6.        | 「North Child」              | 重永亮介              | 重永亮介  | 重永亮介  | 4:41  |
| 7.        | 「創傷イノセンス」           | 石川智晶              | R・O・N   | R・O・N   | 3:45  |
| 8.        | 「Winter has come」          | こだまさおり          | R・O・N   | R・O・N   | 4:10  |
| 9.        | 「わたしのステージ」         | 内田真礼、しほり      | 齋藤真也  | 齋藤真也  | 4:14  |
| 10.       | 「高鳴りのソルフェージュ」   | こだまさおり          | y0c1e     | R・O・N   | 4:15  |
| 11.       | 「世界が形失くしても」       | samfree、Yousuke Sawa | samfree   | 高橋諒    | 3:30  |
| 12.       | 「金色の勇気」               | 渡辺なつみ            | fu_mou    | fu_mou    | 3:48  |
| 13.       | 「Hello, future contact!」   | 田淵智也              | 田淵智也  | やしきん  | 4:58  |
| 合計時間: | 合計時間:                    | 合計時間:             | 合計時間: | 合計時間: | 50:52 |

| #   | タイトル                                  | 作詞 | 作曲・編曲 | 時間 |
| --- | ----------------------------------------- | ---- | ---------- | ---- |
| 1.  | 「Hello, 1st contact!」(MUSIC VIDEO)      |      |            | 1:09 |
| 2.  | 「ギミー！レボリューション」(MUSIC VIDEO) |      |            | 3:54 |
| 3.  | 「からっぽカプセル」(MUSIC VIDEO)         |      |            | 4:37 |
| 4.  | 「創傷イノセンス」(MUSIC VIDEO)           |      |            | 3:44 |
| 5.  | 「世界が形失くしても」(MUSIC VIDEO)       |      |            | 3:27 |
| 6.  | 「Hello, future contact!」(MUSIC VIDEO)   |      |            | 4:58 |
| 7.  | 「世界が形失くしても」(MAKING)            |      |            |      |
| 8.  | 「Hello, future/1st contact!」(MAKING)    |      |            |      |
| 9.  | 「世界が形失くしても」(OFF SHOT)          |      |            |      |
| 10. | 「Hello, future contact!」(OFF SHOT)      |      |            |      |

## 参加ミュージシャン
| Hello,1st contact! - Guitar & Programing：やしきん - Bass：工藤嶺 - Chorus：maimie ギミー！レボリューション - Guitar & Programing：やしきん - Guitar Solo：Tom-H@ck - Bass：工藤嶺 - Piano：岸田勇気 - Drums：山内"masshoi"優 からっぽカプセル - Guitar：山本陽介 - Bass,Other Instruments：黒須克彦 クラフト スイート ハート - Guitar：山本陽介 - Bass,Other Instruments：黒須克彦 Distorted World - Guitars：板倉孝徳 - Other Instruments：y0c1e North Child - Guitar,Bass,Piano,Keyboards & Programing：重永亮介 - Drums：石井悠也 創傷イノセンス - Guitars & Programing：R・O・N - Bass：川島弘光 - Drums：Ryo Yamagata | Winter has come - All Instruments：R・O・N - Chorus：eNu わたしのステージ - Guitar：海老澤祐也 - Bass：ミト（クラムボン） - Keyboards & Programing：齋藤真也 高鳴りのソルフェージュ - Guitar,Bass & Programing：R・O・N 世界が形失くしても - Guitar & Bass：高橋諒 - Drums：北村望 金色の勇気 - All Instruments：fu_mou Hello,future contact! - Guitar & Programing：やしきん - Bass：工藤嶺 - Chorus：maimie |

## チャート
| チャート（2015年）               | 最高位 |
| -------------------------------- | ------ |
| オリコン                         | 6      |
| Billboard Japan Top Albums Sales | 3      |

## イベント
- 『 Maaya Party！Vol.4』　内田真礼1stAL発売記念イベント「Maaya Party！Vol.4」（2015年12月5日 - 2015年12月12日：都内某所（東京都）、名古屋市内某所（愛知県）、大阪市内某所（大阪府））[14]